# 蒙古人民共和国经济
蒙古人民共和国的经济在1921年革命后，主要以游牧业为基础，农业和工业经济相對其他國家來說較不佳，交通网络和通讯设施不完善；银行、服务和贸易無法獨立作業。论人口，大多数人是游牧民族，大部分男性劳动力生活在寺院里，他们对经济的贡献較小。牲畜为贵族和寺院主要財產；其余经济部门所有权则由中国人或外国人主导或所有；因此，在建设蒙古现代社会主义经济方面面临重重困难。

## 历史

### 1921-1939
蒙古人民黨经济政策可分为三个阶段：1921-1939；1940-1960；1961年至今。第一阶段：被称为“民主转型”阶段，当时经济仍以畜牧业为主。在一次将游牧民集体化的尝试失败后，牲畜仍是私人拥有。而国家开始以畜牧业产品加工和国有农场的作物种植为基础。在苏联的帮助下，交通、通讯、国内外贸易、银行和金融都被国有化；它们被置于蒙古或合作组织又或蒙古-苏联双方控股公司的控制之下。而乌兰巴托成为新的国家工业中心。

### 1940-1960
被称为“社会主义基础建设”的第二阶段；这阶段特点为农业集体化，工业多样化。采矿业、木材加工和消费品生产业等开始发展；计划经济始于1931年的一个流产的五年计划；五年计划从第一个五年计划（1948-52）开始重新实施。1949年，中國國共內戰以共产党胜利结束后，苏联对其援助增加，使得跨蒙古铁路（乌兰巴托铁路）和各种工业项目得以发展。尽管工业发展仍集中在乌兰巴托，但随着乌兰巴托铁路的建成和在艾玛格中心建立食品加工厂，工业区开始分散化。

### 1960-1992
第三阶段被称为“完成社会主义物质基础建设”，在这时期，工业和农业进一步发展；这主要得益于蒙古在1962年加入经济互助委员会。中苏决裂后，中国对蒙古的援助停止。但苏联和东欧以信贷、顾问和合资企业的形式继续提供财政和技术援助，使蒙古实现了现代化和工业多样化，特别是采矿业发展迅速；巴格努尔、乔巴山、达尔汗和额尔登纳特建立了新的工业区，工业产出大幅上升。虽然畜牧业停滞不前，但随着国有农场对处女地的开发，农作物产量急剧增加。与经互会国家对外贸易额大幅增长。交通和通信系统得到改善，并得以连接人口和工业区，甚至延伸到更偏远的农村地区；20世纪80年代末，由于计划经济以及外国援助，蒙古已经发展成为一个农业-工业混合经济体；但蒙古领导人决定仿照苏联改革的例子，并开展改革计划。

## 政府的作用
20世纪80年代末，蒙古实行以社会主义所有制为基础的计划经济。根据《蒙古人民共和国宪法》，社会主义所有制有两种形式：所有制（土地和自然资源、经济设施和基础设施，以及所有国家组织、企业和机构的财产）和合作所有制（农业协会和其他类型合作社的财产）。除畜牧业外，几乎不存在私有制；但自1986年以来蒙古推行的经济改革为个资和合作企业提供了更大空间。经济由计划经济委员会确立指导，该计划经立法机构国家大呼拉尔批准后，则具有法律效力。根据该计划，国家每年制定国家预算，并以法律的形式确认和公布。根据宪法规定，部长会议负责规划国民经济；执行国家经济计划以及国家和地方预算；指导金融和信贷政策；行使外贸垄断权；建立和指导与经济建设有关的各部委和其他国家机构的活动；捍卫社会主义经济与所有制。
1987年12月和1988年1月，部长会议下属的最高国家经济委员会进行重组。国家计划和经济委员会由原国家计划委员会、国家劳动和社会福利委员会、国家价格和标准委员会以及中央统计局组成。新由农业和食品工业部；环境保护部；对外经济关系和供应部；轻工业部；以及电力、采矿业和地质部。社会经济与服务部、交通部、财政部、交通部、国家建设委员会和蒙古人民共和国国家银行没有受到重组的影响。地方政府部门畜牧业执行委员会作用于执行经济计划和预算，指导经济建设，并监督本级经济和合作组织的工作。

## 经济规划
共产党统治下的蒙古的经济规划一開始并非一帆风顺：1931年到1935年的第一个五年计划，计划不切实际要求高生产目标并要求农业集体化；面对对集体化的抵制和生产目标未能达到，1932年计划被放弃。1941年引入了年度计划，以应对战时短缺问题。1948年重启一五计划、第二个五年计划（1953-57）之后是三年计划（1958-60）、第三个五年计划（1961-65年）。
20世纪80年代末，蒙古的经济规划包括长期、五年和年度计划；蒙古共产党制定了与党代会相应的五年计划经济和社会发展指导方针。根据这些指导方针，人民大呼拉尔经济预算事务常设委员会起草了五年期国家和年度经济计划，经人民大呼拉尔批准后成为法律。部长会议通过国家计划和经济委员会以及财政部来指导和实施国家规划。不同经济部门的规划由相关部委和国家委员会进行；地方规划则由地方政府组织制定。
蒙古的五年计划从1961年开始与苏联的五年计划协调，从1976年开始与科美康的多边五年计划协调。与苏联的年度计划协调始于1971年，并在签署的议定书中成为正式协议；蒙古的规划人员接受了苏联规划人员的培训，并与他们合作起草长期计划，如1970年代末制定的《1990年前蒙古人民共和国生产力发展和定位的总体计划》；以及1985年签署的《蒙古人民共和国与苏联之间发展经济、科学和技术合作的长期计划》；
国家经济计划包括总的发展目标以及农业、基本建设和投资、国内和对外贸易、工业、劳动力资源和工资、零售和服务、电信和运输的具体目标和定额。这些计划还侧重于提高生活水平、增加人口、文化发展和科技发展等社会发展目标和指标。

## 预算
财政部编制年度国家预算，并为地方预算的制定提供指导。国家预算包括中央政府的预算、各省市政府的预算以及国家社会保险基金的预算。国家预算随着经济的发展而增长。1940年，收入为1.239亿图格，支出为1.221亿图格；1985年，收入为57.43亿图格，支出为56.925亿图格。
1940年至1985年间，国家预算的结构发生了变化。1940年，约34.6%的收入来自营业税（每笔交易的增值税），7.8%来自利润扣除，16.7%来自人口税，40.9%来自其他类型的收入。1985年，近63%的收入来自营业税，29.9%来自利润扣减，3.5%来自社会保险基金扣减，0.7%来自人口税，3.2%来自其他类型收入。1940年，大约21.9%的支出用于发展国民经济；19.7%用于社会和文化项目；58.4%用于国防、国家管理、储备和其他费用。1985年，约42.6%的支出用于发展国民经济；38.7%用于社会和文化项目；18.7%用于国防、国家管理、储备和其他费用。
1989年拟议预算的收入和支出为69.7亿图格里克。1989年的拟议支出包括18亿图格里克用于发展农业，21亿用于工业，16亿用于资本投资。在提议用于社会和文化发展的27.6亿图格里克中，11.6亿用于教育；5.975亿用于卫生、体育和运动；2.597亿用于科学、文化和艺术；7.474亿用于社会保险基金。为维持稳定的零售价格而提供的补贴总额为2.13亿图格里克。地方预算总额为34.6亿图格里克，其中70%的社会和文化支出是通过地方预算实现的。

## 经济结构
共产党经济政策使蒙古国从1921年的以农业为主的游牧经济转变为1980年代末的发展中的农业-工业混合经济体。1985年，国民生产收入的18.3%来自农业，32.4%来自工业，4.9%来自建筑业，11.2%来自运输和通讯业，31.6%来自国内贸易和服务业，1.6%来自其他部门。国民可支配收入的60%用于消费，40%用于积累。固定资产总额约为389亿图格里克，其中66.5%为生产性固定资产，包括牲畜，33.5%为非生产性。工业和建筑业占生产性固定资产的38.1%；农业占16%；交通和通讯占9%；国内贸易和服务占3.4%。投资总额为46.24亿图格里克，其中97.9%用于国有部门，2.1%用于合作部门。在第七个五年计划（1981-85）期间，68.9%的投资进入经济的生产部门，31.1%进入非生产部门。在此期间，工业和建筑业获得了44.7%的投资；农业获得了13.9%的投资；运输和通讯业获得了9.0%的投资；国内贸易和服务业获得了1.3%的投资。第八个五年计划（1986-90）要求将国民生产性收入提高26%到29%，将投资提高24%到26%，其中70%用于发展物质生产。
在20世纪80年代末，蒙古被划分为三个经济区。西部地区，总占全国人口的21%，主要是农业。西部地区拥有蒙古国32%的牲畜，生产约30%的羊毛和肉类。当地工业从事畜牧业产品、木材、矿物和建筑材料的加工。交通工具主要是机动车。
中央经济区是最主要的生产区，该地区有蒙古国70%的人口(包括达尔汗、额尔德涅特和乌兰巴托等城市)，55%的领土，75%的可耕地，90%的调查煤藏，100%的铜、钼、铁矿石和磷酸盐矿藏。该地区占工业总产值的80%，占轻工业生产的90%，占食品工业生产的80%...
东部经济区有蒙古国9%的人口、20%的耕地和15%的牲畜。该地区占肉类总产量的15%，占羊毛产量的13%。在原始土地上开辟的大型国有农场的粮食生产占该地区农业产量的90%。主要的工业中心是乔巴山，其产量占地区工业总产值的50%。

## 经济改革
20世纪80年代末，蒙古经济停滞并受苏联改革的影响，蒙古启动了自己的经济改革计划。该计划有五个目标：加速发展；将科学和技术应用于生产；改革管理和规划；提高企业的独立性；平衡个人、集体和社会利益。总的来说，加速发展是实现其他四个目标的结果。科学研究被重新定位，以更好地服务于经济发展，电子、自动化、生物技术和材料创造成为研究的优先领域，并与经互会国家进行合作。
管理和规划的改革始于1986年，对处理经济问题的政府机构进行了几轮重组，这是第一轮。这些改革使国家经济组织合理化和精简；减少了3000个行政职位；并在1986年至1988年期间节省了2000万图格里克。中央计划机构的作用将被削弱，国家计划和经济委员会的职责被限制在监督一般资本投资政策。五年和年度国民经济计划中规定的指标也将减少。国家委员会和各部委，而不是国家计划和经济委员会，将决定机器和设备的采购。经济管理的权力下放也将扩展到省、市行政部门和企业。这些机构在建设和生产方面被赋予了更大的自主权，他们也要对利润和损失承担财务责任。
将经济决策权下放到企业的尝试始于1986年，当时有100多家企业开始尝试财务自主(在此之前，经营亏损的企业由国家提供补贴)，企业对自己的损失负责，并负责履行销售合同和出口订单。1988年12月提交给人民大呼拉尔的国营企业法草案，是为了让所有国营企业在经济事务上有更大的独立性，并建成一个计划经济和市场机制相结合的经济。
根据该法律草案的规定，国有企业将被授权制定自己的年度和五年计划，并与国家和地方当局谈判，根据长期配额纳税。国营企业还可以出售超过国家订单的产出和未使用的资产；建立自己的或与现有的科学组织合作，以解决科学和技术问题；对损失承担财务责任，并偿还银行贷款；独立制定价格；根据企业利润率制定工资标准；从个人、集体、国家分销组织和批发贸易企业购买材料和货物；与外国经济组织建立直接联系；管理自己的外汇；并开展对外贸易。
该法律草案规定，企业被分为两类。国家企业由各部委、国家委员会和部门负责；地方企业由省、市行政部门的执行委员会或地方议会的成员负责监督。国家和地方机构不得干涉企业的日常决策，但它们有责任确保企业遵守法律，不压制社会利益。企业被允许成立三种协会：生产协会、科学生产协会和企业协会，以协调经济事务。最后，法律草案规定，国家是国有企业的所有者，劳动集体是国有企业的合法管理者。劳动集体应选举一个劳动集体委员会，以确保企业负责人（代表集体和国家行事）在管理企业时满足集体的利益。目前还不清楚企业负责人和劳动集体之间的关系在实践中会如何发展。
要平衡社会、集体和个人的利益，就必须为个人和集体的主动性提供空间，以提高生产和效率。扩大个人主动性的范围有三个方面：将工资与企业的盈利能力挂钩，允许超出国家计划的产出被出售以获取利润，以及在国家和合作部门之外提供就业机会。1988年，在轻工业和食品工业以及国内贸易部门引入了取决于企业收入的工资标准，导致这些部门使用的材料减少。从1986年底开始，国营农场和农业站的产出如果超过上一个五年计划的年平均增长率，就有资格获得国家的付款。个人农业合作社成员和工人被允许增加私人持有的牲畜数量。法律草案还规定，企业可以出售超过计划指标的产量，以获取自己的利润。1987年，政府开始鼓励成立自愿劳动协会、辅助农场和附属于企业、学校等的副业生产，以增加食品和消费品的生产，从事农产品的初级加工，并提供服务。当局允许成立个人和家庭合作社；到1988年，共有480个这样的合作社。国营农场、农业合作社和家庭之间的承包被允许，并且在80年代末还在增加。